# Бук-М2
«Бук-М2» (індекс ГРАУ — 9K317, за класифікацією МО США і НАТО — SA-17 Grizzly («Грізлі»)) — зенітний ракетний комплекс (ЗРК). Розроблено в НДІ приладобудування ім. В. В. Тихомирова. Багатоканальний, високомобільний багатофункціональний ЗРК середньої дальності «Бук-М2» призначений для ураження літаків стратегічної й тактичної авіації, вертольотів, зокрема таких, що зависли, крилатих ракет й інших аеродинамічних літальних об'єктів, у всьому діапазоні їхнього можливого застосування, тактичних балістичних і авіаційних ракет, керованих авіабомб в умовах інтенсивного радіоелектронної і вогневої протидії супротивника, а також для обстрілу надводних і наземних радіоконтрастних цілей. ЗРК може застосовуватися для протиповітряної оборони військ (військових об'єктів) в різних формах бойових дій, адміністративно-промислових об'єктів і територій країни.
Елементи комплексу «Бук-М2» виконані на шасі ГМ-569 виробництва ВАТ «Митищинського машинобудівного заводу». Елементи комплексу «Бук-М2Е» (експортна модифікація) за бажанням замовників виконуються на шасі МЗКТ-69221 виробництва Volat (ВАТ «Мінський завод колісних тягачів»).
Ефективна відбивна поверхня цілі (ЕВП) 0,05-0,1 м2, завадостійкість 1000 Вт/МГц.

## Історія

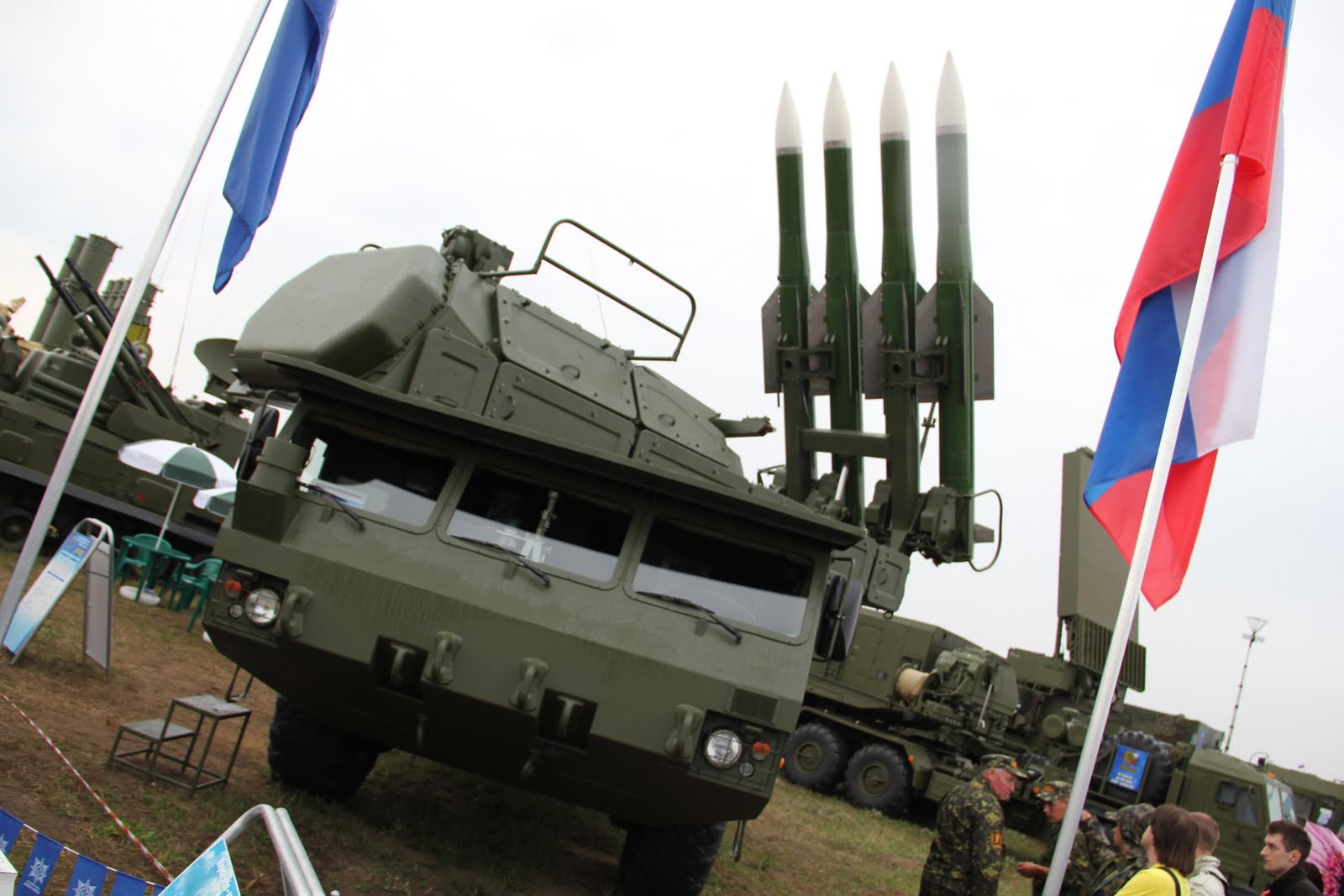
Колісна СВУ 9А317ЕК на авіасалоні МАКС-2011

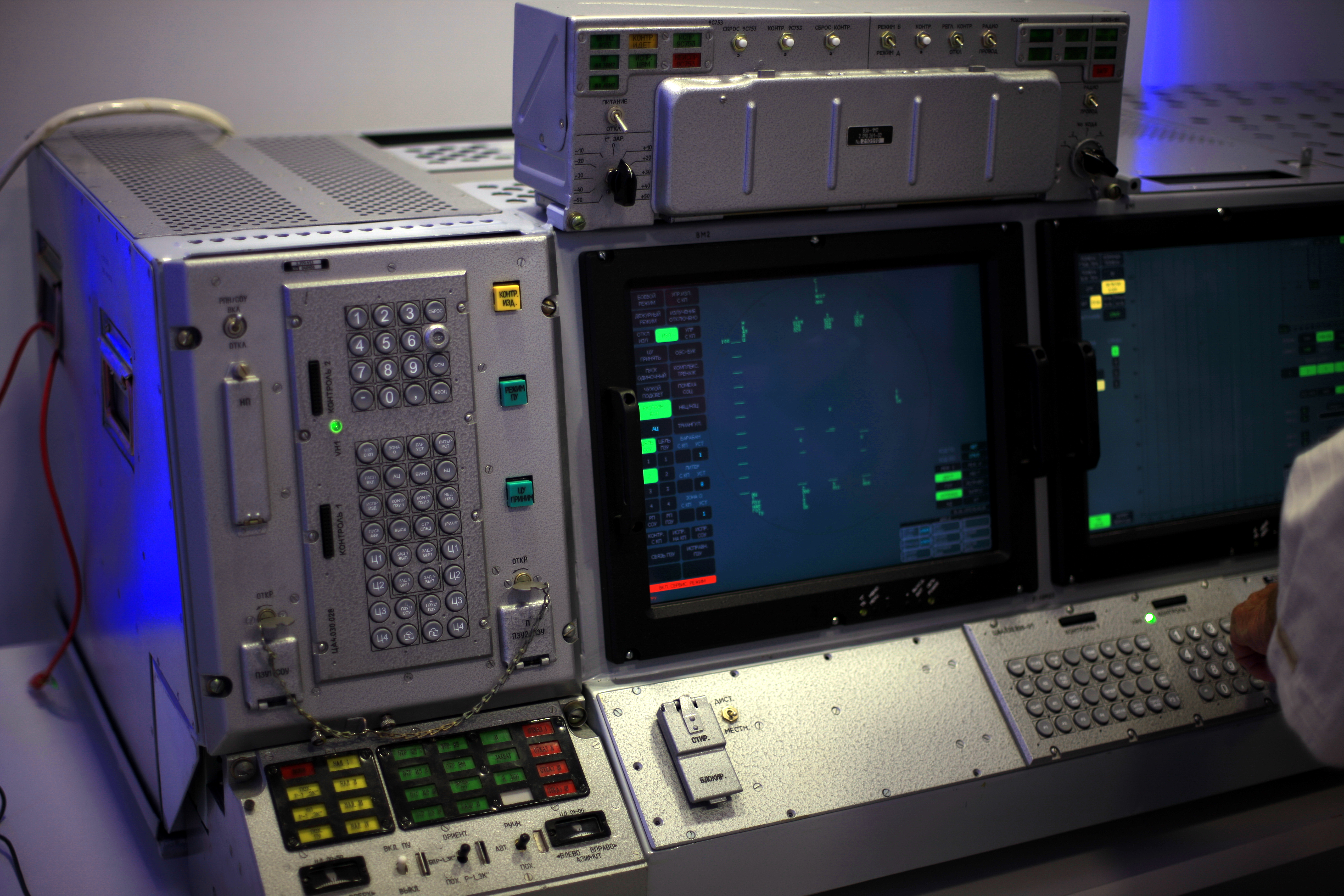
Пульт командира СВУ 9А317Е на авіасалоні МАКС-2011

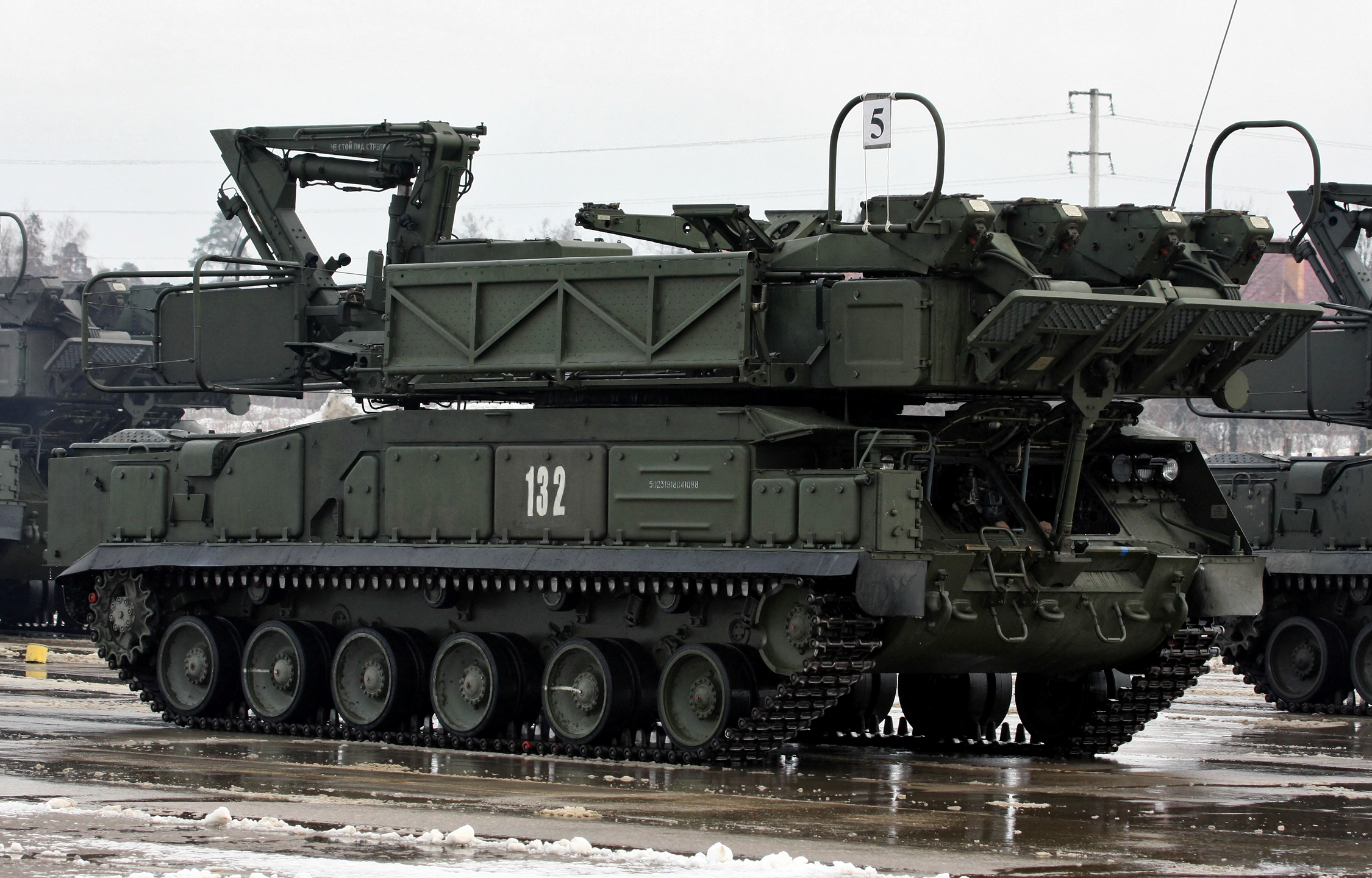
ПЗУ 9А316 на репетиції Парада Перемоги 2012 року

Розробку завершено у 1988 році. Використано ракету 9М317.
З початком малої модернізації комплексу 9К37 розгорнулися роботи над створенням глибоко модифікованого варіанту, здатного вести вогонь по 24 цілям. У порівнянні з попередніми модифікаціями зона ураження літаків типу F-15 була збільшена до 50 км, ймовірність ураження крилатих ракет ALCM на дальностях до 26 км — від 70 до 80 %, вертольоти могли бути вражені з ймовірністю від 70 до 80 %. Максимальна швидкість обстрілюваних цілей 1100 м/с назустріч і 300—400 м/с навздогін. Комплекс може бути розгорнений за 5 хвилин, темп стрільби складає 4 с, а час реакції — 10 с. У 1988 році комплекс був прийнятий на озброєння ППО СВ. Через розпад СРСР і важку економічну ситуацію Росії серійне виробництво комплексу розгорнуто не було. Через 15 років, документація на комплекс була доопрацьована під сучасну елементну базу серійного виробництва. З 2008 року комплекс надійшов у війська Росії.
У 1990-ті роки був розроблений і пройшов спільні випробування варіант комплексу «Бук-М2Е» — «Урал», призначений для військ ППО. Всі засоби комплексу розміщені на колісних тягачах підвищеної прохідності типу КрАЗ і напівпричепах «ЧМЗАП».
22 грудня 2009 року на врученні національної премії «Золота ідея» (за підсумками 2008 р) Лауреатом 3-ї премії в номінації «За успіхи в області виробництва продукції військового призначення» став авторський колектив ВАТ «УМЗ» спільно з ВАТ «НДВП ім. В. В. Тіхомірова» за освоєння серійного виробництва зенітного ракетного комплексу «БУК-М2Е».
Розпорядженням Уряду Російської Федерації від 28 лютого 2013 року за розробку і серійне освоєння ЗРК СД «Бук-М2Е» присвоєно звання лауреатів премії Уряду Російської Федерації в галузі науки і техніки за 2012 рік авторському колективу.
За заявою Генерального директора холдингу «Авіаційне обладнання» «ЗРК Бук-М2Е» наразі є найефективнішим засобом протиповітряної оборони середнього радіуса дії, що перевершує по дальності й ефективності ураження всі існуючі світові аналоги".

## Склад комплексу
- Бойові засоби:
ЗКР 9М317,
СВУ 9А317,
ПЗУ 9А316;
- засоби керування:
КП 9С510,
СВЦ 9С18М1-3,
РПН 9С36.

## Розвиток
На базі комплексу «Бук-М2» був розроблений новий комплекс «Бук-М3» з новими компонентами електроніки.

## Оператори
- Росія — перші стрільби виконано у 2010 році на полігоні Капустин Яр[12]. У 2011 році комплекс прийнято на озброєння 297 зрбр ППО СВ (селище Алкіно (Башкортостан))[13]
- Україна — кілька одиниць трофейних комплексів в ході війни.
- Венесуела — контракт на поставку 1 комплексу 9К317ЭК «Бук-М2ЭК» укладено з Росією у 2009 році. Поставки очікувалися у 2012 році[14]. У квітні 2013 року, у розділі новин сайту FAV-Club було розміщено інформацію про поставки чергової партії ЗКР «Бук-М2Е» через порт Пуерто-Кабельйо[15]. У серпні 2015 року прибула чергова партія.[16]
- Сирія — 18 комплексів 9К317Е «Бук-М2Е» поставлені з Росії у 2011 році[17].
- Азербайджан — точна кількість не відома. На військовому параді було представлено ЗРК у модифікації «Бук-МБ» з ракетами 9М317.
- Алжир — у 2011 р. укладено контракт на поставку 48 одиниць Бук-М2Е у 2014—2015 рр[18]. За непідтвердженими даними постачання розпочалось у 2015 році. У серпні 2017 р. видання Алжирських збройних сил фактично підтвердило отримання ЗРК Бук-М2 на шасі МЗКТ-6922 в анонсі військових навчань Мажд 2017[19].